# 吐息でネット。
「吐息でネット。」（といきでネット）は、南野陽子の11枚目のシングル。1988年2月26日にCBS・ソニーからリリースされた。

## 概要
表題曲は1988年の化粧品CM ″カネボウ '88 春のイメージソング″ として使用された。その為競合社の資生堂・ノエビアがスポンサーだった『夜のヒットスタジオ』では一度も披露されていない。
「楽園のDoor」から6作連続でオリコン1位を獲得（初の2週連続首位）。初めてシングル売上30万枚を突破し、最大のヒット曲となった（30.4万枚）。
EP盤においては、限定盤（大型ジャケット、特典）と通常盤の2種類が発売された。
本作より8センチCD盤の発売が開始（CBS・ソニーグループが発売した8センチCDシングルとしては第1回発売分の1枚）。
2005年にセルフカバーされ、マキシシングル「はいからさんが通る／吐息でネット」として発売（ただし当マキシシングルの題名は、最後の句点『。』が無しで表記されている）。

## 収録曲
全曲共通　作詞: 田口俊／編曲: 萩田光雄
1. 吐息でネット。
作曲: 柴矢俊彦
  - カネボウ化粧品 ”BIO フィットネットリップスティック” ”エビータデュイ フィットネットリップスティック” ” '88年春のバザール” CMソング。
2. ガラスの海で
作曲: 木戸恭弘